# Ornit Shwartz
Ornit Shwartz (in ebraico אורנית שוורץ‎?; Hadera, 21 giugno 1979) è un'ex cestista israeliana.

## Carriera
Ala di 186 cm, ha giocato con Priolo in Serie A1.
Con Israele ha disputato i Campionati europei del 2003.